# Cyrtodactylus fasciolatum
Espèce
Synonymes
- Naultinus fasciolatus Blyth, 1861
- Cyrtopodion fasciolatus (Blyth, 1861)

Cyrtodactylus fasciolatum est une espèce de geckos de la famille des Gekkonidae.

## Répartition
Cette espèce est endémique d'Inde. Elle se rencontre en Himachal Pradesh et en Uttarakhand.

## Publication originale
- Blyth, 1861 : Proceedings of the Society. Report of the Curator. Journal of the Asiatic Society of Bengal, vol. 29, p. 87-115 (texte intégral).